# Le Cœur de Mieke

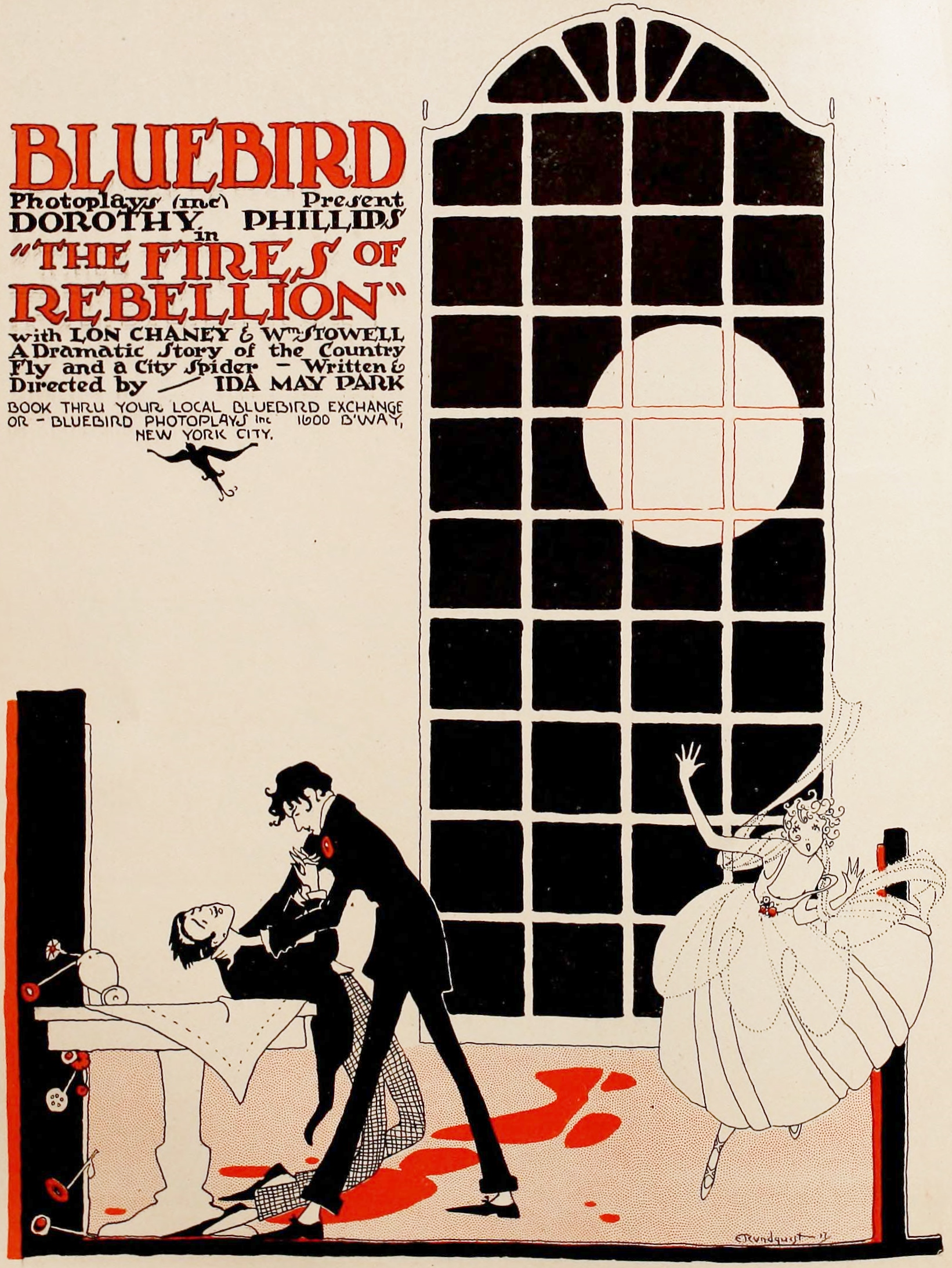
Affiche du film.

Le Cœur de Mieke (Fires of Rebellion) est un film muet américain réalisé par Ida May Park et sorti en 1917.

## Fiche technique
- Titre français : Le Cœur de Mieke
- Titre original : Fires of Rebellion
- Réalisation : Ida May Park
- Scénario : Ida May Park
- Chef-opérateur : King D. Gray
- Date de sortie : 
  - États-Unis : 2 juillet 1917

## Distribution
- Dorothy Phillips : Madge Garvey
- William Stowell : John Blake
- Lon Chaney : Russell Hanlon
- Belle Bennett : Helen Mallory
- Golda Madden : Cora hayes
- Alice May Youse : Mrs Garvey
- Ed Brady : Dan Mallory
- Dick La Reno : Joe Garvey